# كاسية سنتر
كاسية سنتر (بالإنجليزية: Kaseya Center)‏ هي ساحة متعددة الأغراض تقع على طول خليج بيسكاين في ميامي، فلوريدا وتسمى حاليًا من قبل شركة كاسية.